# Nature Reviews Urology
Nature Reviews Urology (до 2009 года — Nature Clinical Practice Urology) — медицинский научный журнал, издаваемый Nature Publishing Group с 2004 года.
В 2012 году журнал обладал импакт-фактором 4,793.

## О журнале
Журнал публикует обзорные статьи, посвящённые исследованиям в области урологии. Основные направления исследований, представленные в журнале, включают в себя:
- Андрология и эндокринология
- Доброкачественная гиперплазия предстательной железы
- Биостатистика и клинические испытания
- Эндоурология и камни
- Женская урология
- Медицинская визуализация и радиология
- Инфекции, воспаления и простатит
- Мужское бесплодие[англ.]
- Патологии
- Детская урология
- Рак предстательной железы
- Ренальная карцинома клетки
- Факторы риска и эпидемиология
- Сексуальная дисфункция
- Травмы
- Дисфункция верхних мочевых путей, нарушение функций почек и трансплантации
- Недержание мочи, уродинамика и дисфункция нижних мочевых путей
- Онкология